# Akira Nozawa
Akira Nozawa (野澤 晁, Nozawa Akira, né dans la préfecture de Hiroshima au Japon) est un footballeur japonais.